# O slavných mužích
O slavných mužích (latinsky De viris illustribus, v českém překladu pod názvem O význačných literátech) je patrně název druhého nejznámějšího díla starořímského literáta Suetonia. Suetonius shromažďoval materiál o osobnostech kulturního života, který poté zpracoval do životopisného spisu. Dílo bylo rozděleno do pěti knih a obsahovalo stručné životopisy římských básníků (latinsky De poetis), řečníků (latinsky De oratoribus), historiků (latinsky De historicis), filosofů (latinsky De philosophis), gramatiků a rétorů (latinsky De grammaticis et rhetoribus), a to až po dobu Domitianovu.
Zachovala se větší část z knihy o gramaticích a rétorech, životopisy několika básníků v upravené podobě (Terentius, Horatius, Lucanus) a dále už jen zlomky životopisů Plinia Staršího z knihy o historicích a Passiena Crispa z knihy o řečnících. Ze Suetoniových životopisů básníků čerpal Hieronymus, jenž z nich zachoval mnoho údajů tím, že je zařadil do svého překladu Eusebia. I v tomto svém díle Suetonius postupoval podle určitého schématu, jež je patrné z dochované části o gramaticích a rétorech a z rekonstruovatelného obrazu o dalších dochovaných životopisech.

## Gramatikové a rétoři
V této části Suetonius vždy nejdříve stručně nastínil historii dané disciplíny, gramatiky či rétoriky, a potom uvedl krátké životopisné medailónky jednotlivých učitelů gramatiky resp. rétoriky, které kromě základních informací o jménu a původu osobnosti, učitelích a díle obsahovaly i další zajímavé detaily.
Suetonius uvedl všechny gramatiky a rétory, které považoval za slavné a o nichž mohlo být podle jeho názoru něco řečeno.

### O gramatice
V dobách, kdy byla římská obec ještě nevzdělaná a plná válek, se vznešenými naukami a tedy ani gramatikou vůbec nezabývala. Podle Suetonia byly počátky gramatiky jako oboru nevalné, neboť nejstaršími učenci byli básníci Livius a Ennius, kteří byli napůl Řeky a pouze seznamovali Římany s řeckými autory.
Prvním, kdo zavedl do Říma studium gramatiky, byl patrně Kratés z Mallu, řecký gramatik pergamský, který byl vrstevníkem a teoretickým odpůrcem Aristarcha ze Samothráky, jenž byl také řeckým gramatikem a ředitelem alexandrijské knihovny. Kratés byl vyslancem krále Attala u římského senátu a v době svého vyslaneckého pobytu pořádal časté veřejné výklady a diskuse. Římané ho pak začali napodobovat, rozebírali básně svých přátel i jiných autorů, a s komentáři je předčítali ostatním.
Podle názoru Suetonia gramatiku všestranně zvelebili Lucius Aelius z Lanuvia a Servius Clodius, zkušení ve vědě i správě státu. Objem práce v oboru stoupal a s tím i jeho vážnost, protože stranou nezůstávali ani nejváženější mužové. Podle Suetonia bývalo v Římě někdy i více než dvacet vyhledávaných škol a ceny otroků-gramatiků i jejich odměny byly velmi vysoké.
Učenci, zabývající se gramatikou, se původně nazývali literáti, ale pod řeckým vlivem se jim začalo říkat gramatikové. Staří gramatikové vyučovali i rétoriku, teprve později došlo k dělbě práce a rozdělení na gramatiky a rétory.

### Slavní profesoři gramatiky
Servius Níkánór, který kromě příruček složil i satiru, byl prvním, kdo získal slávu vyučováním. Propuštěnec Aurelius Opilius vyučoval filosofii, potom rétoriku a nakonec gramatiku. Marcus Antonius Gnipho z Gallie byl mimořádně nadaný, uměl stejně dobře řecky jako latinsky a učil i rétorice. Jeho školu navštěvovali i slavní mužové. Syřan Marcus Pompilius Andronicus napsal k Enniovým Análům (latinsky Annales) kritické poznámky, které byly jeho stěžejním dílem. Lucius Orbilius Pupillus z Beneventa se stal slavným až ve svých padesáti letech, když za Ciceronova konzulátu odešel do Říma.
Lucius Ateius Philologus byl rodákem z Athén. Známý právník Capito Ateius o něm říkal, že byl řečníkem mezi gramatiky a gramatikem mezi řečníky. Publius Valerius Cato, snad propuštěnec, byl uznáván za mimořádně schopného učitele, který kromě gramatických příruček psal i básně. Cornelius Epicadus byl propuštěncem diktátora Sully. Staberius byl thrácký otrok, který byl propuštěný s ohledem na své vědecké zanícení. Curtius Nikia byl přívržencem Gnaea Pompeia.
Lenaeus byl propuštěncem Pompeia Velikého, který se po smrti Pompeiově začal živit jako učitel. Quintus Caecilius Epirota byl propuštěncem římského rytíře Attika. Propuštěnec Marcus Verrius Flaccus se proslavil svou vyučovací metodou. Propuštěnec Lucius Crassicius z Tarentu byl učitelem mnoha urozených mužů. Propuštěnec Scribonius Afrodisius sepsal polemiku s Verriovou knihou O pravopise.
Hispánský propuštěnec Gaius Julius Hyginus byl představeným Palatinské knihovny a důvěrně se stýkal s básníkem Ovidiem. Gaius Melissus se narodil jako svobodný občan, ale rodiči byl odložen. Jako gramatik byl dán darem Maecenatovi, který si ho oblíbil a brzy ho propustil a dokonce doporučil Augustovi. Marcus Pompeius byl pedantský strážce čistoty latinského jazyka. Quintus Remmius Palaemon se jako domácí otrok nejprve vyučil tkalcovství, potom získal vědecké vzdělání a byl propuštěn. Vyučoval pak v Římě a vypracoval se mezi přední gramatiky. Markus Valerius Probus se dal na vědu z omrzelosti, protože se příliš dlouho snažil získat hodnost centuriona.

### O rétorice
Situace se studiem a uplatňováním rétoriky byla podobná situaci s gramatikou, ne-li ještě horší. Také se s ní začalo pozdě a dokonce byla občas zakazována. Například za konsulátu Gaia Fannia Strabona a Marka Valeria Messally se senátoři usnesli, že Marcus Pomponius se má jako prétor postarat o to, aby v Římě nebyli filosofové a rétoři. Postupně se však situace zlepšovala, neboť se rétorika ukázala být užitečnou a leckdo se jí začal věnovat, protože jejím prostřednictvím mohl získat ochranu i slávu.
Cicero se cvičil v řečnictví řecky až do dosažení praetury a latinsky ještě i ve stáří. Gnaeus Pompeius obnovil svůj zvyk řečnických cvičení za občanské války, Marcus Antonius ani Augustus se těchto cvičení nevzdali ani za mutinské války a veřejně deklamoval i císař Nero. S rozvojem řečnictví vzrůstal i počet profesorů a učitelů, někteří z nich pak dosáhli i stavu senátorského a vysokých hodností.
Při řečnických cvičeních se různými způsoby rozvíjely známé výroky, byli chváleni nebo haněni slavní mužové, dokazovala se užitečnost nebo naopak škodlivost státních nebo občanských institucí a pod. Řekové podobná cvičení nazývali „vyvracení důkazy“ a „potvrzení důkazy“. Podle Suetonia se ale tyto žánry postupně přežily a pole ovládla „kontroverse“, a to buď kontroverse fiktivní nebo kontroverse soudní.
Učenci, zabývající se rétorikou, se nazývali rétoři.

### Slavní profesoři rétoriky
Lucius Plotius Gallus vyučoval latině a v jeho škole se učili ti nejhorlivější studenti, o čemž se zmínil Cicero v listu Marku Titiniovi. Lucius Voltacilius Pilutus byl prý jako vrátný podle starého zvyku přikován k řetězu, pro své nadání a vědecké vzdělání byl však propuštěn z otroctví a stal se učitelem rétoriky. Učil Gnaea Pompeia Velikého a v řadě knih popsal činy jeho otce i jeho samotného. Marcus Epidius si otevřel řečnickou školu a učil kromě jiných i Marka Antonia a Augusta. Sextus Clodius ze Sicílie byl profesorem řečnictví řeckého i latinského a přátelil se s triumvirem Markem Antoniem. Gaius Albucius Silus z Novarie odešel do Říma, kde se proslavil v kroužku řečníka Planka a zřídil si vlastní auditorium.

## Básníci
Uvedené životopisy básníků se dochovaly jenom proto, že byly v upravené podobě připojeny k rukopisům, na nichž byly napsány jejich básně. U některých životopisů přitom existují pochybnosti o Suetoniově autorství. Za Suetoniovo dílo jsou bez pochyb považovány biografie Terentia, Horatia a Lucana. Životopis Vergilia většina badatelů za dílo Suetoniovo nepovažuje, životopis Juvenaliův pravděpodobně také nepochází od Suetonia. Mnozí vydavatelé nepovažují za dílo Suetoniovo ani životopis Persiův, i když podle některých badatelů by Suetoniovým dílem být mohl.

### Terentius
Publius Terentius Afer se narodil v Kartágu v období mezi koncem druhé a vypuknutím třetí punské války. Byl otrokem římského senátora Terentia Lucana a protože byl velmi nadaný a půvabný, dostalo se mu vzdělání jako svobodnému a byl také z otroctví brzy propuštěn. Terentius se přátelil s mnoha urozenými muži, nejvíce však se Scipionem Africkým a s Gaiem Laeliem.
Terentius napsal šest komedií, které byly uvedeny v letech 166 - 160 př. n. l. První byla Andria (česky Dívka z Andru, uvedena r. 166 př. n. l.), dále Heautontimorumenos (česky Sebetrapič - 163 př. n. l.), Eunuchus (česky Kleštěnec - 161 př. n. l.), Phormio (161 př. n. l.), Adelphoe (česky Bratři - 160 př. n. l.) a Hecyra (česky Tchyně - 160 př. n. l.). Suetonius se zmínil o tehdy dost běžném názoru, že Terentiovi pomáhali při spisování Laelius a Scipio.
Po vydání svých komedií, ještě před dosažením pětadvaceti let svého věku, Terentius odešel, snad aby se seznámil s řeckými obyčeji, a už se do Říma nevrátil. Podle Quinta Cosconia zahynul na moři při návratu z Řecka, podle jiných zemřel v arkadském městě Stymfalu nebo na Leukadii. Terentia si cenil Afranius, Cicero i Gaius Julius Caesar.

### Vergilius
Publius Vergilius Maro se narodil do chudých poměrů za prvého konsulátu Gnaea Pompeia Velikého a Marka Licinia Crassa o říjnových Idách ve vesnici Andy nedaleko Mantuy. Mládí až do dosažení dospělosti v patnácti letech prožil v Cremoně. Právě v ten den, kdy Vergilius oblékl mužskou tógu, zemřel básník Lucretius, podle Suetonia snad nikoliv jen náhodou.
Psaní básní se začal Vergilius věnovat už jako chlapec, složil Catalepton, Priapea, epigramy, Kletby a jako šestnáctiletý napsal Ciris a Komára (latinsky Culex). Začal psát Zpěvy pastýřské (latinsky Bucolica), ve kterých chtěl oslavit své ochránce Asinia Polliona, Alfena Vara a Cornelia Galla, a dokončil je během tří let. Vydal je s velkým úspěchem a herci je často přednášeli na scéně. Potom začal psát Zpěvy rolnické (latinsky Georgica) k poctě Maecenatově, a ty dokončil za sedm let. Předčítal je i Augustovi, který se vracel z vítězné bitvy u Aktia. Nakonec začal Vergilius psát Aeneidu (latinsky Aeneis), v níž se pojednává o postavách z řeckých i římských dějin, o vzniku města Říma a o původu Augustova rodu. Aeneida dosáhla proslulosti už v době, kdy ji autor teprve začínal psát a Sextus Propertius dokonce prorokoval, že se rodí něco většího než je sama Iliada. Aeneidu psal Vergilius jedenáct roků.
Ve věku dvaapadesáti let se Vergilius rozhodl, že odjede na tři roky do Řecka a do Asie, a během té doby provede konečnou úpravu Aeneidy. Potom se chtěl po zbytek života věnovat filozofii. V Athénách se však setkal s Augustem, vracejícím se z Východu do Říma, a rozhodl se, že se s ním vrátí zpět. Po cestě ale onemocněl a po přistání v Brundisiu jedenáctého dne před říjnovými Kalendami za konsulátu Gnaea Sentia a Quinta Lucretia zemřel. Jeho pozůstatky byly převezeny do Neapole a tam pochovány.

### Horatius
Quintus Horatius Flaccus byl podle vlastních slov synem propuštěnce z Venusie. Narodil se za konsulátu Lucia Cotty a Lucia Torquata, šestého dne před prosincovými Idami. Byl přítelem Maecenata a Augusta, ale když mu Augustus nabídl místo svého osobního sekretáře, tak Horatius nabídku odmítl. Augustus na něho přesto nezanevřel a choval se k němu i nadále přátelsky. Horatiovy básnické sbírky se mu velmi líbily, a tak přiměl Horatia, aby po delší přestávce ke třem knihám Ód přidal ještě jednu, a to na oslavu Tiberia a Drusa, Augustových adoptivních synů.
Podle Suetonia byl Horatius malý a silný, a v milostných požitcích neznal míru. Zemřel v sedmapadesáti letech za konsulátu Gaia Marcia Censorina a Gaia Asinia Galla, šestého dne před prosincovými Idami a devětapadesát dnů po smrti Maecenatově.

### Lucanus
Marcus Annaeus Lucanus z Cordoby na sebe poprvé upozornil básní Chvály Neronovy, již přednesl při soutěži pořádané jednou za pět let, a brzy poté už předčítal svou Válku občanskou (o válce Pompeia s Caesarem). Patřil mezi přátele Nerona, který mu dokonce přidělil úřad kvestora, ale Neronovu přízeň si neudržel. Když jednou Nero při jeho přednášce náhle odešel (prý kvůli občerstvení) z řádné schůze senátu, začal ho Lucanus kritizovat a hanět slovy i činy. Lucanus přijal účast v Pisonově spiknutí a stal se málem jeho vůdcem. Po odhalení spiknutí byl přinucen vzít si život.

### Persius
Aules Persius Flaccus se narodil v Etrurii za konzulátu Fabia Persika a Lucia Vitellia v den před prosincovými Nonami. Byl spřízněný s muži senátorského stavu. Do svých dvanácti let studoval v rodných Volaterrách, další vzdělání získal v Římě u gramatika Remmia Palaemona a u rétora Verginia Flava. Navázal trvalé přátelství s Anneanem Cornutem, mezi jeho přátele patřil i básník Caesius Bassus a byl též velkým oblíbencem Thrasey Paeta, jehož manželkou byla Flakkova příbuzná Arria. Flakkovu tvorbu obdivoval i Lucanus, jenž ji považoval za skutečné básnictví. Podle Suetonia byl Flaccus vlídný, cudný, sličný, řádný a počestný. Flaccus zemřel ve svých třiceti letech na chorobu žaludku, za konsulátu Publia Maria a Afinia Galla, osmého dne před prosincovými Kalendami.

### Juvenalis
Junius Juvenalis z rodiny zámožného propuštěnce se téměř polovinu svého života věnoval řečnickému umění, potom se začal zajímat o satiru a tento literární druh s velkou pílí zdokonaloval. Jeho vystoupení měla velký úspěch, ale vzbudil podezření, že se za jeho tvorbou skrývá kritika současných poměrů, a byl ve svých osmdesáti letech pod záminkou vojenského povýšení poslán z Říma do nejzazších končin Egypta. Podle Suetonia tam Juvenalis ve velmi krátké době zemřel steskem a omrzelostí.

## Život Plinia staršího
Plinius Secundus z Nového Coma sloužil u jízdního vojska a několikrát za sebou zastával úřad císařského prokurátora. Po skončení veřejné činnosti se usilovně věnoval vědě. Napsal dvacet knih o všech válkách, vedených s Germány, a vydal třicet sedm knih Přírodní historie (latinsky Historia naturalis). Zahynul při výbuchu Vesuvu v Campanii, když se tento jev snažil prozkoumat z větší blízkosti a nepříznivý vítr mu zabránil v návratu.

## Život Passiena Crispa
Passienus Crispus z města Visellium upoutal na sebe pozornost svou první řečí v senátě, kterou zahájil oslovením: „Otcové senátoři a ty, Caesare!“. Podle Suetonia byl za tento neupřímný projev Tiberiem mimořádně vychválen. V Juliově basilice byla postavena Passienova socha, protože před centumvirálním soudem vedl o vlastní újmě řadu sporů.
Passienus byl dvakrát ženatý, jeho první manželkou byla teta císaře Nerona Domitia, a jeho druhou manželkou matka císaře Nerona Agrippina. Passienus Crispus se ucházel o přízeň všech císařů, ale zejména o přízeň Caliguly. Podle Suetonia zahynul intrikami Agrippiny, která byla jeho dědičkou, a byl mu uspořádán státní pohřeb.

## Ukázka z díla(Horatius)
Latinský text
Q. HORATIUS FLACCUS, Venusinus, patre ut ipse tradit libertino et exactionum coactore (ut vero creditum est salsamentario, cum illi quidam in altercatione exprobrasset: "Quotiens ego vidi patrem tuum brachio se emungentem!") bello Philippensi excitus a Marco Bruto imperatore, tribunus militum meruit; victisque partibus venia impetrata scriptum quaestorium comparavit. Ac primo Maecenati, mox Augusto insinuatus non mediocrem in amborum amicitia locum tenuit.
Český překlad
Quintus Horatius Flaccus z Venusie byl, jak sám uvádí, synem propuštěnce, výběrčího peněz pro banku (všeobecně se má za to, že jeho otec byl prodavačem slanečků; tak Horatiovi kdosi při jedné slovní potyčce vyčetl: „Kolikrát jsem viděl tvého otce smrkat do rukávu!“). Povolán k filippskému tažení vojevůdcem Markem Brutem sloužil jako tribun vojska. Po porážce Brutovy strany byl omilostněn a opatřil si místo kvestorského písaře. Ale potom byl představen napřed Maecenatovi a nato Augustovi a zaujal významné místo mezi jejich přáteli.